# Kinnarodden
Kinnarodden je mys, který je nejsevernějším bodem pevninského Norska a nejsevernějším bodem pevninské Evropy. Kinnarodden leží na poloostrově Nordkinn asi 20 km od vsi Mehamn v kraji Finnmark.
Evropa dosahuje svým nejsevernějším pevninským bodem Kinnaroddenem 71°8′2″ s. š., 27°39′30″ v. d. a je jen o pár minut jižněji než body Knivskjellodden a Nordkapp, které leží na ostrově Magerøya asi 80 km na západ od Kinnarodden. Právě Nordkapp je často považován za nejsevernější bod pevninské Evropy, ale skutečnost, že leží na ostrově, mu titul odnímá.
Kinnarodden je od severního pólu vzdálen asi 2106,6 km, Nordkapp přibližně o 6 km méně.
V ostrém kontrastu k turisticky poměrně rušnému Nordkappu je Kinnarodden poněkud osamělé místo. Dosáhnout se dá po celodenní pěší túře z Menhamnu (přibližně 23 km náročným terénem) a celý další den je potřeba počítat na cestu zpět. Turistické kanceláře však na toto místo organizují také řadu lodních výletů.